# 競技運動中的藥物濫用
竞技體育中的（香港也译作兴奋剂）的使用指的是运动员使用违禁的體能增強藥物（PED）以求提高成绩的行为。这种行为被普遍认为是不道德的。

## 历史
斯堪的纳维亚的神话裡提到狂戰士饮用一种用毒蠅傘蘑菇制作的混合物“butotens”後，可提升体力十几倍，但有精神错乱的危险。南非祖魯族戰士在原住舞蹈及祭祀儀式中為提高戰鬥力，所使用的酒精飲料稱為dop，這個單詞為禁藥doping字彙的起源。

## 種類

### 人體可自然生成
這些是血液檢驗超出正常水準才視為違規。
- 同化類固醇
- 紅血球生成素（EPO）（作弊的运动员会通过“違規增血（英语：Blood doping）”的方式摄入，以求在耐久性的体育活动中获得好成绩）

### 人體無法自然生成或非藥物行為
這些是血液檢驗為陽性視為違規。
- 苯丙胺（一种苏醒剂，又名安非他命）
- 非醫療用途的輸血
- 利尿劑
- 遮蔽劑
- 基因改造與血液重注等新科技，形同「隱形禁藥」，更難查出，也無有效的防治作法。不過近期已經找出偵測方法[哪個／哪些？]。

## 危害
- 易怒
- 產生幻覺
- 沮喪
- 退縮
- 高血壓
- 膽固醇
- 動脈硬化
- 生育能力下降
- 性徵退化（如男性毛髮減少、禿頭；女性聲音轉低沉）

## 禁藥事件
從1968年開始，幾乎每屆奧運都有和禁藥有關的事件（除1980年，但可能存疑，因為沒有全部都藥檢），被剝奪的獎牌（16面獎牌是之後獲得清白或申訴成功才得以保留）大多和禁藥有關，只有3面是因拒領獎牌，攻擊或辱罵評審、裁判、其他參賽者，使用帶有政治或歧視物品等比賽上不當行為；或謊報年齡或異裝參賽等身分欺詐问题而造成。
2015年8月2日，國際田徑總會外洩的大量血檢資料共12359份資料、超過5千名選手的血液檢驗結果顯示：2001至2013年間，七分之一（超過800名）的選手可能使用禁藥，獎牌得主更高達三分之一（一共146面，包含55面金牌）可能使用禁藥，卻連最基本的收回獎牌或禁賽處分都沒做，甚至連質疑也沒有，這些涉嫌人物去除已經有用藥紀錄的還是占一定數目，儘管血液檢驗結果異常並不等於使用禁藥，但是讓國際田徑總會被批可恥及背叛了守護公平運動的職責。报道指，2012年倫敦奧運中，有10面獎牌得主藥檢有疑點。俄羅斯較多，該國隨後被暫時全面禁賽至目前，並失去兩項比賽的主辦權及里約奧運參賽資格。涉嫌名單除俄羅斯，也有美國、烏克蘭、肯亞等國的人。雖然有些人物不在涉嫌名單如尤塞恩·柏特、莫·法拉、謝茜嘉·恩尼斯，但這些資料的外洩讓田徑界無光，禁藥醜聞就從這件事情連環爆至今。
2016年5月18日，國際奧林匹克委員會（IOC）主席托馬斯·巴赫提出警告說，使用禁藥已達「前所未見的犯罪程度」，而涉及禁藥的運動員和協會面臨重者終身禁止參與奧運，輕者則是里約奧運被禁止參與。而為了使2016年里約奧運 「最乾淨」，因此將2008年、2012年奧運樣本以「最新技術」來「重驗」，結果54名可能用禁藥但在當時沒被抓到。2016年7月22日，里約奧運開幕前兩周，國際奧會宣布，一共查出45名涉案，有15件來自倫敦奧運，涉及9個國家、2項運動；30件來自北京奧運，涉及8個國家、4項運動，其中包含23名2008年夏季奧運會獎牌得主這些人都被禁止參與里約奧運。

### 美国
美国自行车运动员兰斯·阿姆斯特朗自1999年环法自行车赛之后就被指有服用禁药的嫌疑。2012年8月，美國反禁藥組織（USADA）得出调查结论：阿姆斯壯長期使用禁药（促红细胞生成素EPO），是“体育界前所未有的最精密、最专业、最成功的禁药服用计划”的罪魁祸首。故剥夺阿姆斯特朗1998年8月1日之後成績，其中包括七个环法自行车赛头衔（雪梨奧運銅牌則於2013年1月17日由國際奧委會褫奪），并且终身禁赛。國際自由車總會随后于2012年10月宣布支持该决议。阿姆斯特朗没有向国际体育仲裁院上诉。他在2013年接受奥普拉專訪時承认曾服用违禁药物。CNN这样评价他：“一个曾经是全球数百万人偶像的明星车手令人震惊地身败名裂，成为了职业体育史上最突出的事件之一”。此外，美国自行车运动员弗洛伊德·蘭迪斯、泰勒·漢密爾頓等也承認用藥。
2016年9月，据俄罗斯独立电视台报导，2015年美国运动员申请“用药豁免权”的人数高达653人，其中通过人数为402人。作为对比，同年度俄罗斯运动员仅有54人申请，通过人数不足20人。世界反兴奋剂机构调查员理查德·麦克拉伦表示，拥有独立治疗用药豁免权的运动员在使用违禁药物方面存在滥用现象。
2017年，俄罗斯黑客组织通过入侵世界反兴奋剂机构（WADA）的数据库，揭露拥有20多枚奥运金牌的美国游泳运动员迈克尔·菲尔普斯曾在游泳大奖赛期间获准服用抗癫痫药加巴喷丁。美国体操运动员西蒙·拜尔斯的申报单中也提及了她曾使用含有违禁的哌甲酯和苯丙胺的盐酸右哌甲酯。
2024年，美国反兴奋剂机构USADA被多家西方媒体揭发掩盖药检不通过乃至纵容涉兴奋剂运动员参赛的事实，目前包括世界反兴奋剂组织WADA在内的多家体育仲裁机构已向国际体育仲裁法庭CAS提出上诉，一旦所有证据均可佐证USADA违规现象成立，美国将极有可能面临国家禁赛等处罚，且其2034年的冬奥会主办权 （页面存档备份，存于）亦可能会被取消。

### 西德
西德國家足球隊在1954年國際足協世界盃決賽爆冷获胜，之后立刻就有他们注射药品的传言。队员称他们只是被注射了葡萄糖，队医后来称只是给了队员维生素C。2010年，德国莱比锡大学的一项研究提出了一种假设：当年德国球员可能在不知情的情况下被注射了脱氧麻黄碱（甲基安非他命），这是在二战中给予德国士兵的一种兴奋剂。这项研究并未针对1954年世界杯。而且，禁药直到1966年才开始被国际足球联合会（FIFA）禁止。

### 俄羅斯
2014年12月3日，德國ARD電視台在播出60分鐘的紀錄片，節目名稱是「禁藥秘密檔案：俄國是怎麼出產冠軍選手」，舉證指控俄國官方系統化地掩滅運動員吃禁藥的證據，範圍擴及游泳、田徑、舉重、滑雪、自行車各個項目。之後俄羅斯田徑總會主管因為這個事件引咎辭職。
2015年11月，世界反禁藥組織公布了一份報告，指控俄羅斯政府和藥檢單位合謀長期捏造俄國運動選手的禁藥檢驗報告，2012年倫敦奧運賽事中有5名俄羅斯的田徑選手涉嫌服用禁藥，其中包括了女子800公尺競賽的金牌和銅牌選手，更建議對5名選手與5名教練終身禁賽，該國田徑隨後被暫時全面禁賽並失去兩個比賽的主辦權，而該國體育部長說這是「政治制裁」，是西方國家於烏克蘭危機對該國制裁的一部份。
2019年12月9日，世界反兴奋剂机构执行委员会在瑞士洛桑举行会议，通过了“对俄罗斯禁赛四年”的提案。意味着俄罗斯未来四年来将不得参加包括奥运会，世界杯在内的国际重大赛事，也不得申办和举办国际重大赛事。其后，俄羅斯向國際體育仲裁院提出上訴。2020年12月17日，國際體育仲裁法庭裁定俄羅斯反興奮劑機構違規，決定禁止對俄羅斯反興奮劑中心處以為期兩年的處罰。期間俄羅斯無法參加包括東京奧運會等大型國際體育賽事，該國運動員可以在俄羅斯奧會代表團名義下參賽，但不得使用俄羅斯國號、國旗及國歌。

### 东德
根据冷战后德国联邦政府公布的资料，1974年，东德体育联合会主席曼弗雷德·埃瓦尔德（Manfred Ewald）开始要求全面使用兴奋剂。1977年，东德运动员伊伦娜·斯卢皮亚内克因服用兴奋剂而被取消参赛资格。
1977年，德意志民主共和国（东德）的短跑运动员雷纳特·纽菲尔德与其保加利亚籍丈夫逃往德意志联邦共和国（西德）。1979年，雷纳特·纽菲尔德公开指控称，她被告知在1980年夏季奥运会代表东德参加训练时服用教练提供的药物。雷纳特·纽菲尔德表示，她是在父亲及妹妹因其逃亡西方而被东德政府开除后决定公开作出指控的。其后，她将其携往西方的灰色药片和绿色粉末交由西德兴奋剂分析师曼弗雷德·多尼克（Manfred Donike）鉴定，西德方面其后鉴定其属合成代谢类固醇。与此同时，西方批评东德政府控制了位于德累斯顿的克里沙测试实验室，指控该实验室每年对东德运动员进行12000次兴奋剂测试，但没有作出任何处罚。其后，1976年至1979年间，有15名逃亡西方的东德运动员公开指控东德存在系统性兴奋剂问题。跳台滑雪运动员汉斯·乔治·阿斯琴巴赫表示，东德长跑运动员从14岁起就开始接受膝盖注射，并表示东德“每一个奥运冠军背后，至少有350名因注射兴奋剂而致残的残疾人。”
1993年8月26日，统一后的德意志联邦共和国政府公开了前东德的相关记录，并表示有证据表明，斯塔西从1971年到1990年统一期间一直在监控东德运动员系统性使用兴奋剂。有关指控表示，东德警察行业体育组织迪纳摩体育协会是使用兴奋剂的中心。英国广播公司（BBC）的报道指，估计约有10000名前运动员因使用兴奋剂而在身心上留下了伤疤。2008年，原属迪纳摩体育协会的多名运动员指控他们的教练达尼埃拉·洪格尔与安德烈娅·波拉克要求其服用兴奋剂。
据此，美国奥委会于1998年要求重新分配在1976年夏季奥林匹克运动会上获得的金牌。国际奥委会以蒙特利尔女子混合泳接力队的名义拒绝了美国的请愿书，并以莎伦戴维斯的名义拒绝了英國奧林匹克協會的类似请愿书，并明确表示国际奥委会将在未来阻止任何此类申诉。

### 中华人民共和国
1980年代起，中华人民共和国政府开始进行反兴奋剂检测项目。2009年，美国生物伦理学家麦克斯韦·J·梅尔曼在《完美的代价》一书中指出，“实际上，中国已经取代了东德，成为西方国家指控体育兴奋剂问题的最大目标”:134。
1990－1998年，共28名中国游泳运动员的兴奋剂检测呈阳性。1994年，奥运长跑冠军王军霞带领全队女子运动员退队，爆发馬家軍興奮劑事件。1994年亚洲运动会上，国际奥委会医学委员会主席亚历山大德梅罗德（Alexandre de Mérode）公开指控中国国家游泳队运动员服用兴奋剂，并对中华人民共和国政府反兴奋剂成效提出质疑。该事件导致中国游泳队在1996年亚特兰大奥运会上受到冲击，仅获得1枚金牌。1995年3月，中华人民共和国体育运动委员会颁布《禁止在体育运动中使用兴奋剂的暂行规定》，宣布将采取措施以提升该国兴奋剂检测力度。
2008年北京奥运会中，中国舉重隊包括劉春紅在內的三名女子選手被揭發使用禁藥并褫夺金牌。
2020年2月28日，国际体育仲裁法庭（CAS）认定游泳选手孙杨在2018年9月4日的一次飞行药检中构成“干预兴奋剂管控”之行为，推翻FINA興奮劑小組原先的無罪裁决，加上孫楊有服用興奮劑的前科，故判决孙杨禁赛8年。但由于有争议的检测之前和之后的测试结果均为阴性，故不认定孙杨存在服用禁药行为，其之前取得的成绩与奖牌仍然有效。孙杨方不满此判决，并决定上诉至瑞士联邦最高法院。2020年12月，瑞士联邦最高法院支持孙杨的上诉，撤销CAS的8年禁赛裁决，将此案发回重审。2021年6月，CAS经二次听证会后宣布，孙杨禁赛期减至4年3个月。
2020年12月26日，经第十三届全国人大常委会第二十四次会议通过，同日公布，自2021年3月1日起施行的《中华人民共和国刑法修正案（十一）》明确将组织、强迫运动员使用兴奋剂入刑，内容包括：“引诱、教唆、欺骗运动员使用兴奋剂参加国内、国际重大体育竞赛，或者明知运动员参加上述竞赛而向其提供兴奋剂，情节严重的，处三年以下有期徒刑或者拘役，并处罚金。”及“组织、强迫运动员使用兴奋剂参加国内、国际重大体育竞赛的，依照前款的规定从重处罚。”。

### 肯尼亞
肯尼亞由於國內嚴重欠缺藥檢技術與設備，其田徑賽成績近年一直廣受質疑。肯尼亞是體育強國，長跑項目世界聞名；但在2012至2015年，已經有超過40名肯尼亞田徑選手因為禁藥問題遭到禁賽，令肯尼亞的體育聲譽蒙羞。肯尼亞總統在2016年4月簽署反禁藥法案，但直到奧運才可以確定參賽。